# Distoleon angustus
Distoleon angustus is een insect uit de familie van de mierenleeuwen (Myrmeleontidae), die tot de orde netvleugeligen (Neuroptera) behoort. 
Distoleon angustus is voor het eerst wetenschappelijk beschreven door Navás in 1914.